# Usagi Drop
Usagi Drop (jap. うさぎドロップ Usagi doroppu) – manga autorstwa Yumi Unity, publikowana na łamach magazynu Feel Young od października 2005 do kwietnia 2011. Na jej podstawie studio Production I.G wyprodukowało serial anime, który był emitowany od lipca do września 2011. Manga została również zaadaptowana na film live action, którego premiera w Japonii miała miejsce 20 sierpnia 2011. Spin-off serii, zatytułowany Usagi Drop: Bangaihen, ukazywał się w Feel Young między lipcem 2011 a grudniem 2011.

## Fabuła
Historia opowiada o 30-letnim Daikichim Kawachim, który wraca do domu swojego zmarłego dziadka, aby wziąć udział w jego pogrzebie. Tam dowiaduje się o istnieniu Rin Kagi, nieślubnej córce dziadka z nieznaną kobietą. Dziewczynka jest źródłem kłopotów dla wszystkich krewnych i traktowana jak wyrzutek. Zirytowany postawą rodziny Daikichi postanawia sam zaopiekować się Rin, mimo że jest kawalerem i nie ma doświadczenia w wychowywaniu dziecka. Gdy dziewczynka staje się częścią jego życia, mężczyzna doświadcza trudów bycia samotnym rodzicem. Zaprzyjaźnia się z Yukari Nitani, samotną matką młodego chłopca, którego Rin poznaje w przedszkolu. Kobieta udziela mu rad dotyczących wychowania Rin. Rok później Daikichi stwierdza, że jego poświęcenie dla Rin było tego warte.

## Bohaterowie
- Daikichi Kawachi (jap. 河地 大吉 Kawachi Daikichi)

Seiyū: Hiroshi Tsuchida 
- Rin Kaga (jap. 鹿賀 りん Kaga Rin)

Seiyū: Ayu Matsūra 
- Kouki Nitani (jap. 二谷 コウキ Nitani Kōki)

Seiyū: Noa Sakai 
- Yukari Nitani (jap. 二谷 ゆかり Nitani Yukari)

Seiyū: Sayaka Ohara 

## Manga
Seria ukazywała się w magazynie Feel Young od października 2005 do kwietnia 2011. Manga została również opublikowana w 10 wide-banach, wydanych między 19 maja 2006 a 8 marca 2012 nakładem wydawnictwa Shōdensha.
Spin-off serii, zatytułowany Usagi Drop: Bangaihen, ukazywał się w magazynie Feel Young między lipcem 2011 a grudniem 2011.
| Nr | Data wydania (język japoński) | ISBN (język japoński)  |
| -- | ----------------------------- | ---------------------- |
| 1  | 19 maja 2006                  | ISBN 978-4-39-676380-0 |
| 2  | 8 lutego 2007                 | ISBN 978-4-39-676400-5 |
| 3  | 6 października 2007           | ISBN 978-4-39-676421-0 |
| 4  | 17 maja 2008                  | ISBN 978-4-39-676434-0 |
| 5  | 22 stycznia 2009              | ISBN 978-4-39-676449-4 |
| 6  | 8 sierpnia 2009               | ISBN 978-4-39-676467-8 |
| 7  | 8 lutego 2010                 | ISBN 978-4-39-676485-2 |
| 8  | 10 października 2010          | ISBN 978-4-39-676506-4 |
| 9  | 8 lipca 2011                  | ISBN 978-4-39-676525-5 |
| 10 | 8 marca 2012                  | ISBN 978-4-396-76541-5 |

## Anime
Telewizyjny serial anime będący adaptacją mangi został wyprodukowany przez studio Production I.G. W produkcję serialu zaangażowane były również firmy Tōhō, Fuji TV, SMEJ, Dentsu i Shōdensha. Anime było emitowane w paśmie Noitamina na antenie Fuji TV między 7 lipca 2011 a 15 września 2011, a później także w Kansai TV, Tokai TV, TV Nishinippon, BS Fuji  i Hokkaido Cultural Broadcasting. Motywem otwierającym jest „Sweet Drop” w wykonaniu Puffy AmiYumi, natomiast kończącym „High High High” autorstwa Kasarinch.

### Lista odcinków
| №  | Tytuł                                                 | Reżyseria         | Premiera         |
| -- | ----------------------------------------------------- | ----------------- | ---------------- |
| 1  | Rindō no onnanoko (りんどうの女の子)                  | Kanta Kamei       | 7 lipca 2011     |
| 2  | Yubi kiri genman (ゆび切りげんまん)                   | Yoshiaki Kyougoku | 14 lipca 2011    |
| 3  | Daikichi no kimeta koto (ダイキチの決めたこと)        | Rokou Ogiwara     | 21 lipca 2011    |
| 4  | Tegami (てがみ)                                       | Susumu Mitsunaka  | 28 lipca 2011    |
| 5  | Daikichi wa Daikichi de ii (ダイキチはダイキチでいい) | Yoshitaka Koyama  | 4 sierpnia 2011  |
| 6  | Watashi no ki (わたしの木)                            | Yoshikazu Ui      | 11 sierpnia 2011 |
| 7  | Naisho de iede (ないしょで家出)                       | Susumu Mitsunaka  | 18 sierpnia 2011 |
| 8  | Ojīchan no daiji (おじいちゃんのだいじ)               | Ryutaro Sakaguchi | 25 sierpnia 2011 |
| 9  | Tai-fū ga kita! (たいふうがきた!)                     | Yoshikazu Ui      | 1 września 2011  |
| 10 | Onaka no kaze (おなかのかぜ)                          | Yoshitaka Koyama  | 8 września 2011  |
| 11 | Hajime no ippo (はじめの一歩)                         | Yoshikazu Ui      | 15 września 2011 |